# Nototènids

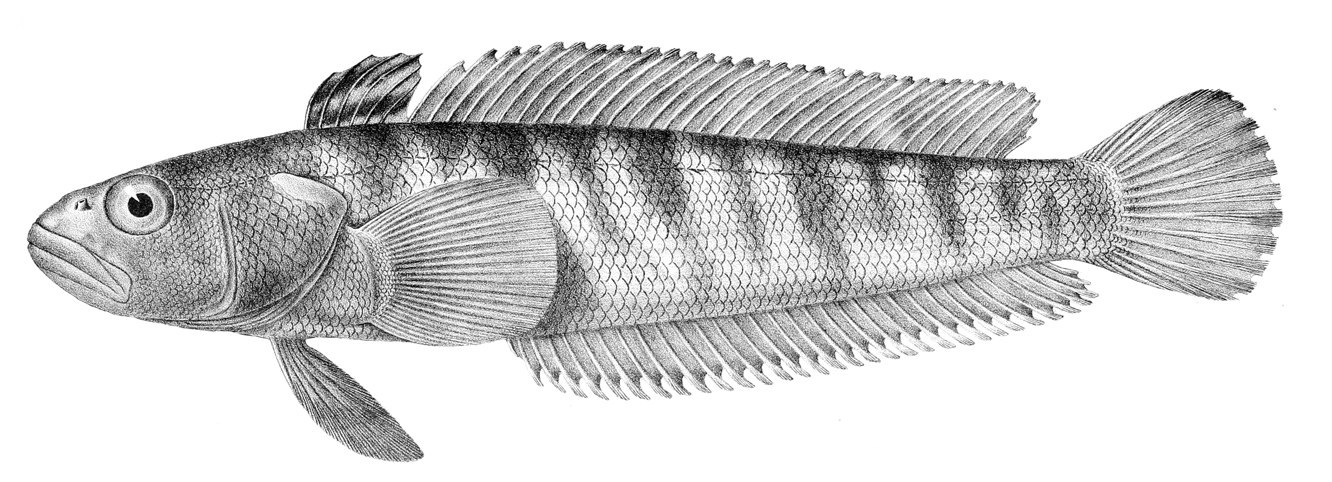
Patagonotothen ramsayi (il·lustració del 1913)

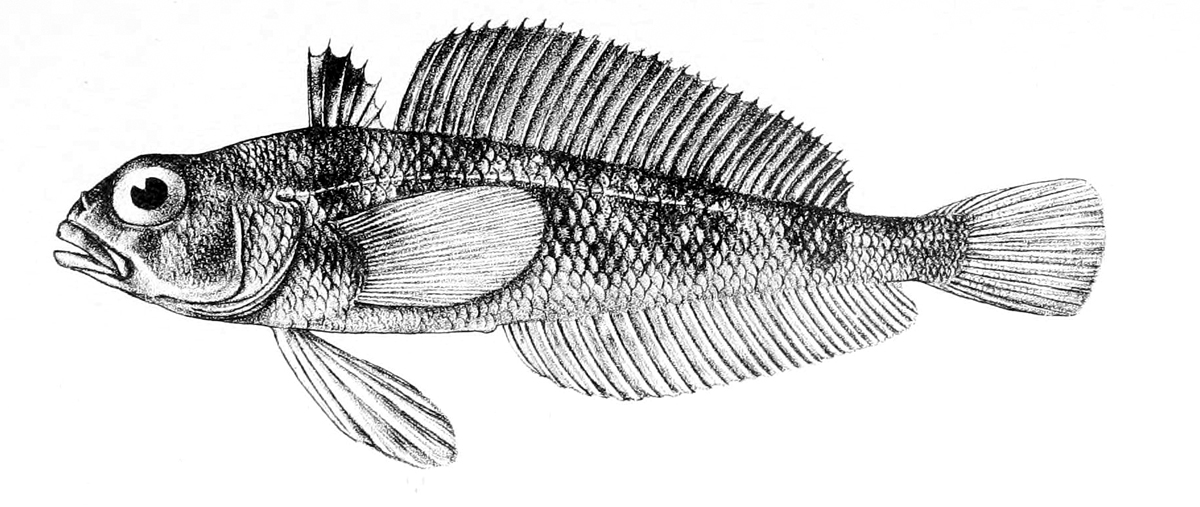
Trematomus pennellii (il·lustració del 1914)

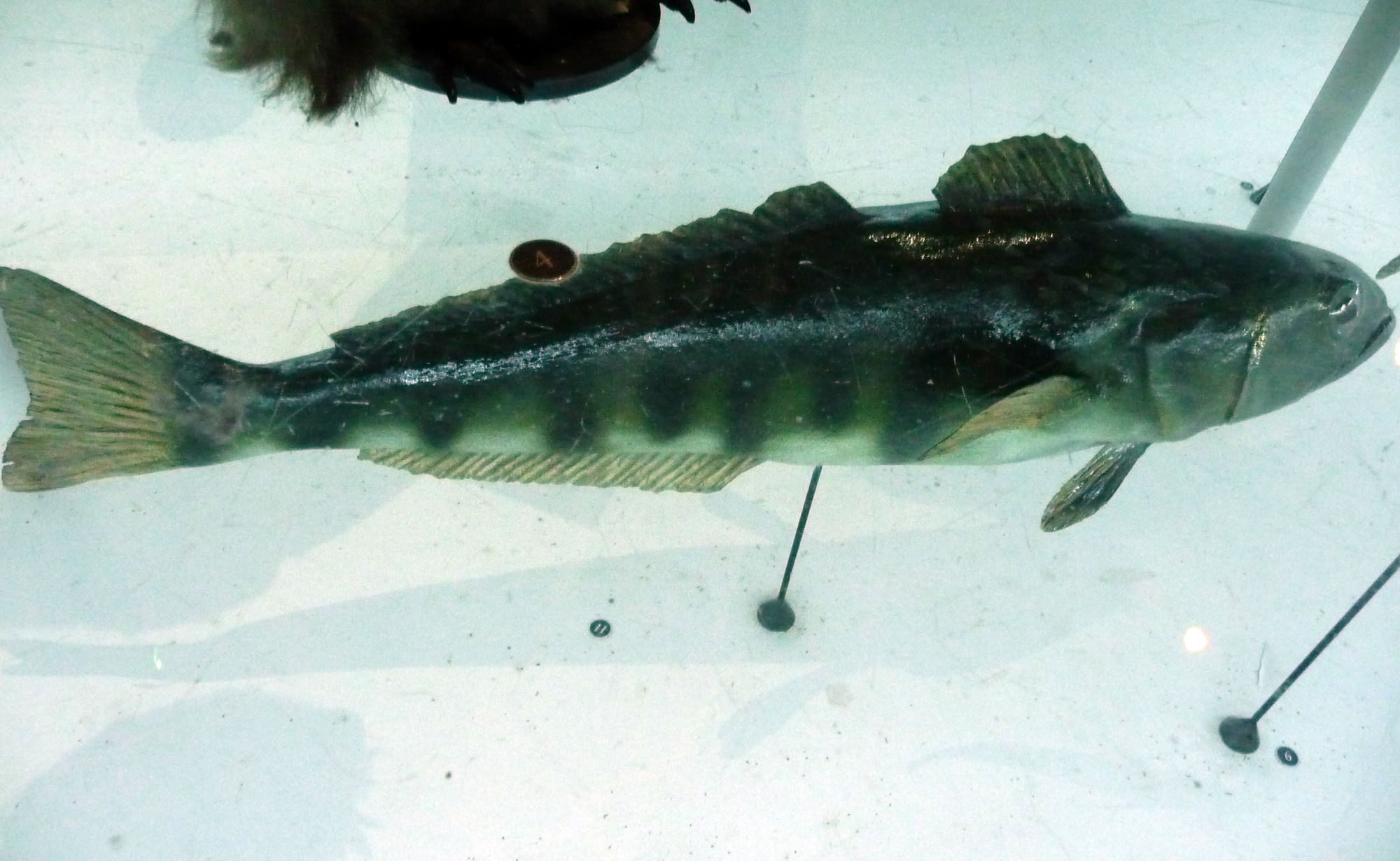
Dissostichus mawsoni

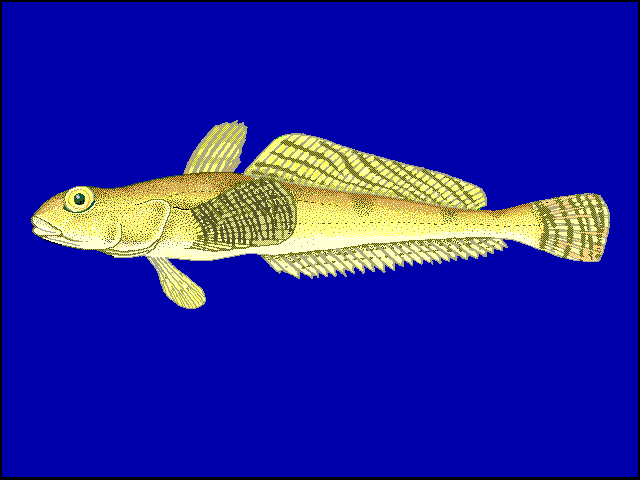
Gobionotothen gibberifrons

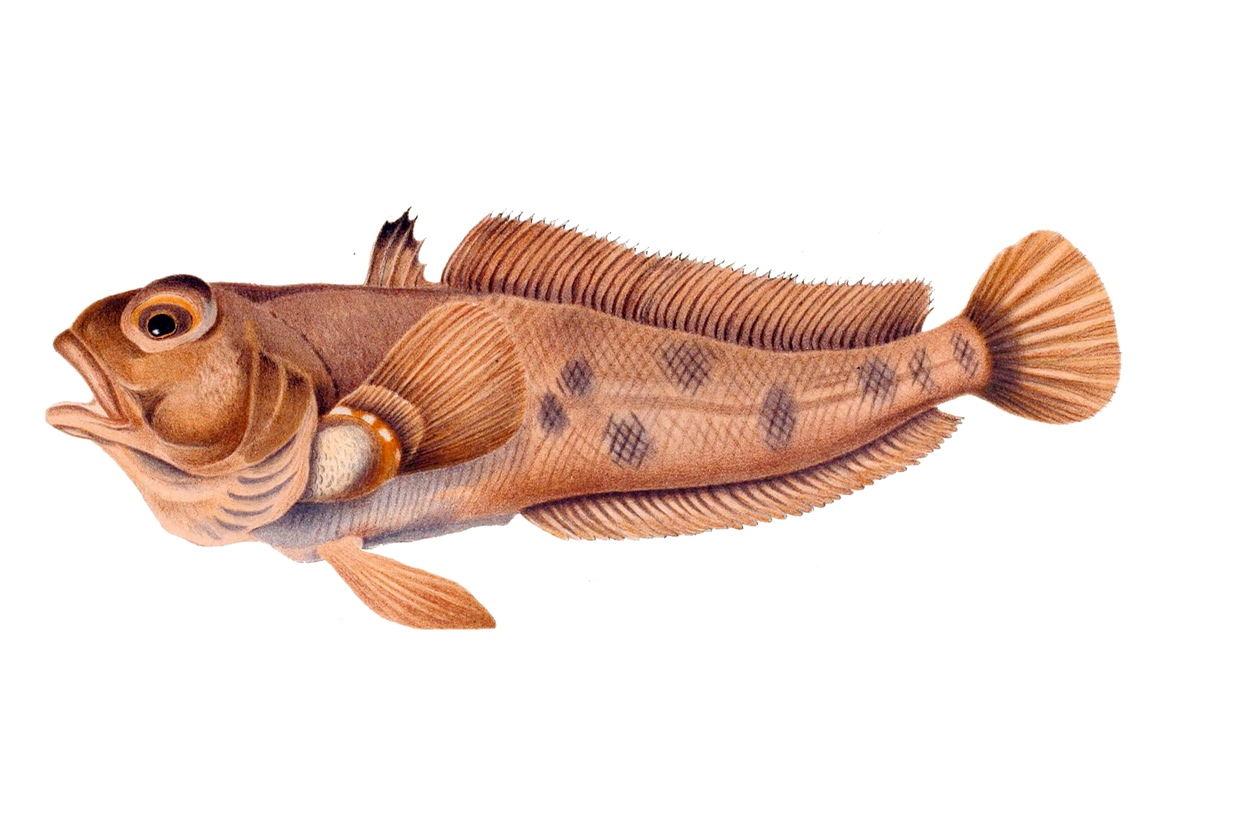
Trematomus bernacchii (il·lustració del 1914)

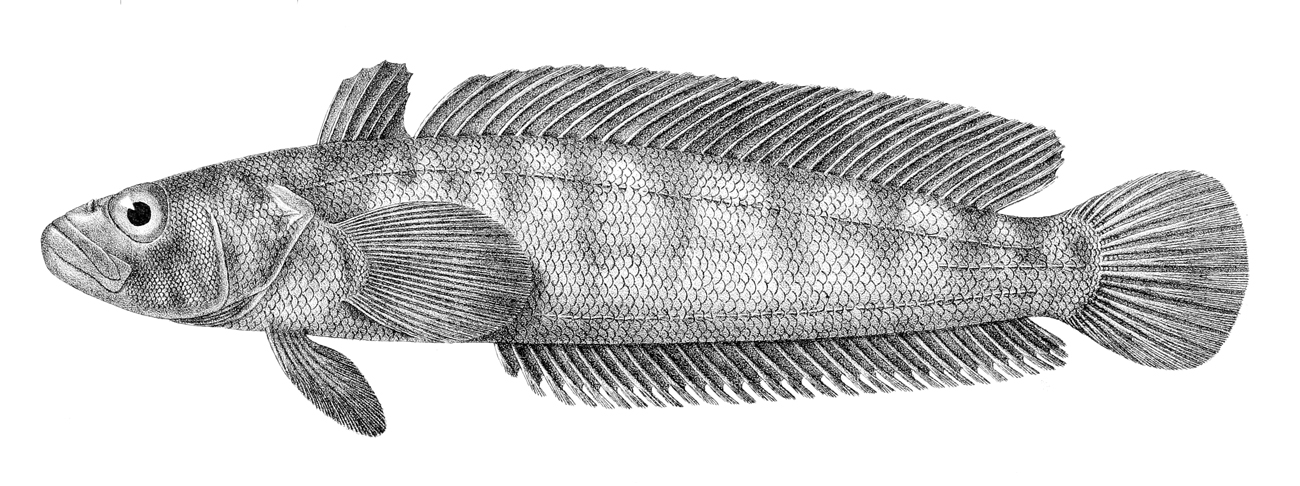
Notothenia trigramma (il·lustració del 1913)

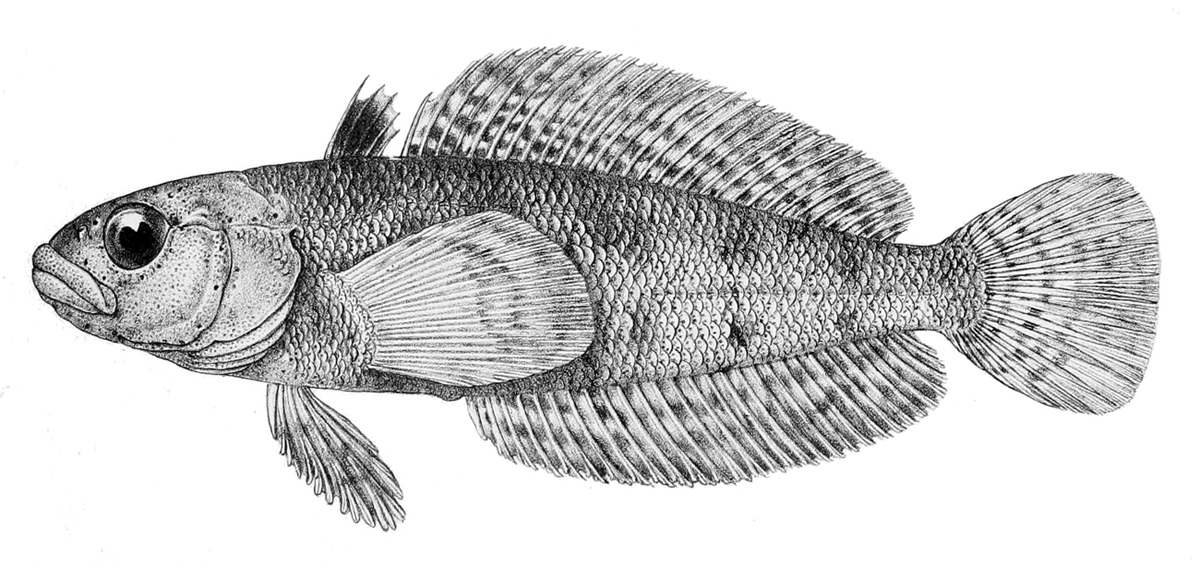
Pagothenia brachysoma (il·lustració del 1914)

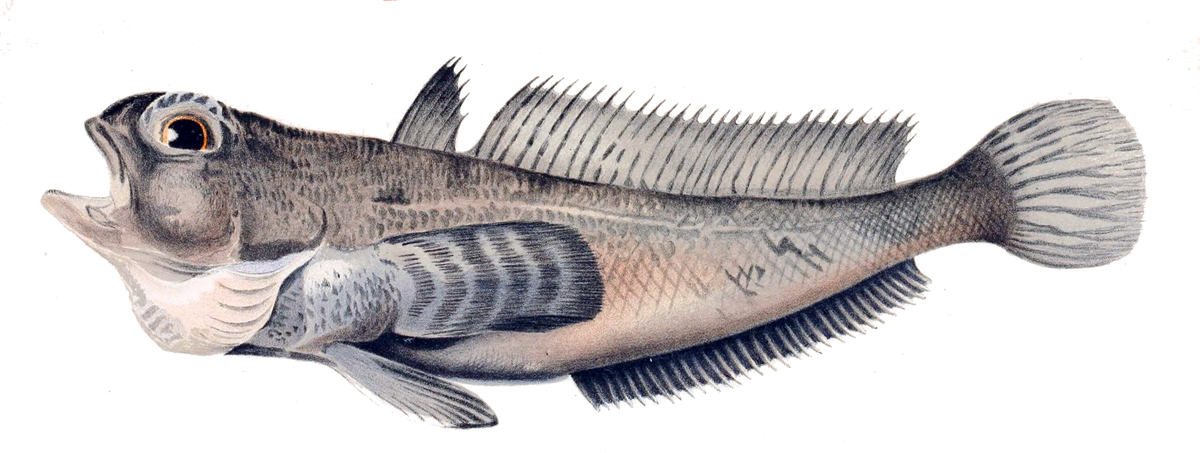
Trematomus hansoni (il·lustració del 1914)

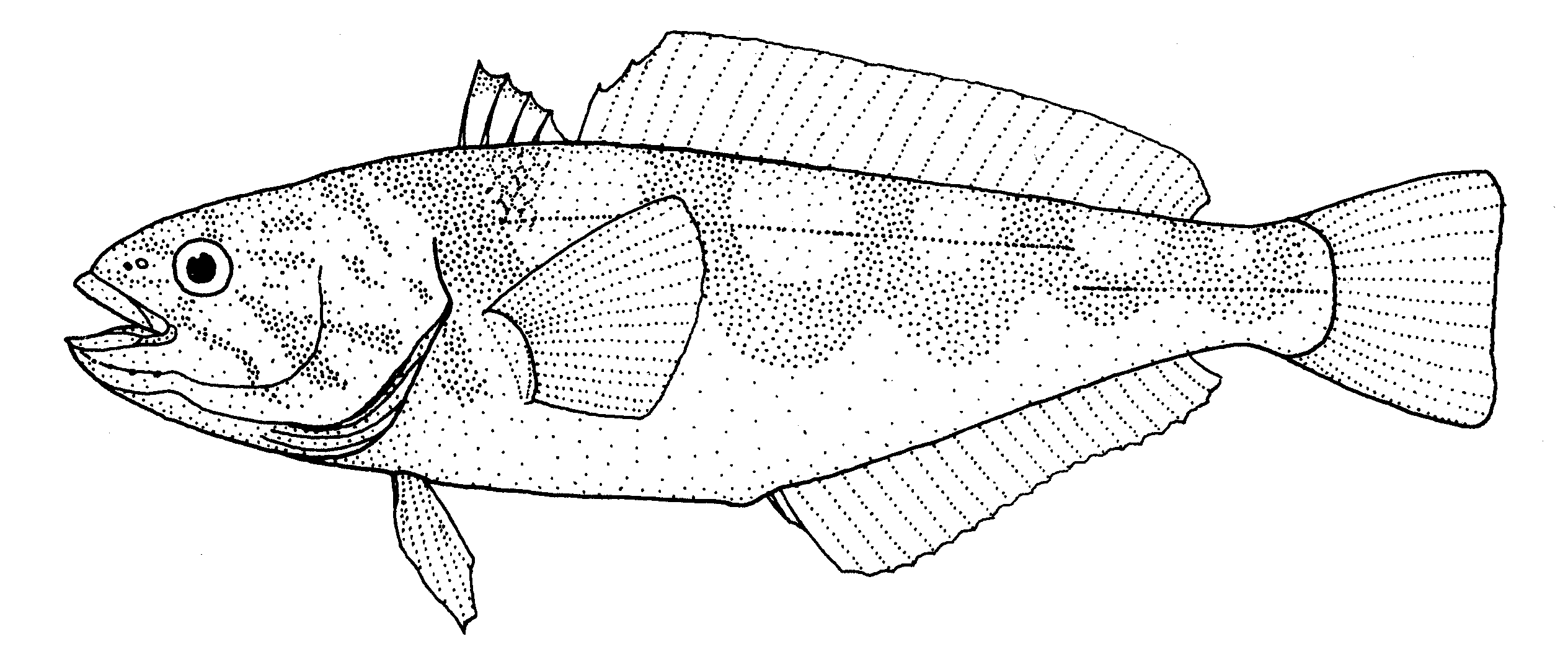
Paranotothenia magellanica

Els nototènids (Nototheniidae) constitueixen una família de peixos pertanyent a l'ordre dels perciformes.

## Etimologia
Del grec nothos (fals, falsament) + llatí taenia (ratlla).

## Descripció
- Cos allargat i amb escates ctenoides.
- Boca bastant grossa, protràctil i de la qual surt una bàrbula.
- Dues aletes dorsal espinoses (entre 3-11 espines). La segona té entre 25 i 42 radis tous.
- Aletes pelvianes separades.
- Entre una i tres línies laterals.
- 45-59 vèrtebres.
- No tenen bufeta natatòria, la qual cosa és compensada per lípids i un baix contingut mineral als ossos (d'aquesta manera, s'apropen a una flotabilitat neutra).
- Hom creu que fan servir la melsa per eliminar els cristalls de gel de la circulació de la sang.
- Algunes espècies són polimòrfiques (com ara, Trematomus newnesi, la qual es presenta sota dues formes diferents al mar de Ross).[3][4]

## Alimentació
Mengen peixos, crustacis i mol·luscs.

## Hàbitat
Són principalment marins i poc freqüents en aigües salobres.

## Distribució geogràfica
Es troben a latituds altes de l'hemisferi sud, incloent-hi les costes de l'Antàrtida.

## Ús comercial
Són el principal recurs pesquer de l'oceà Antàrtic i, per tant, estan sota una pressió creixent per part de les flotes pesqueres comercials.

## Gèneres i espècies
- Aethotaxis (DeWitt, 1962)[7]
  - Aethotaxis mitopteryx (DeWitt, 1962)
    - Aethotaxis mitopteryx mitopteryx (DeWitt, 1962)
    - Aethotaxis mitopteryx pawsoni (Miller, 1993)
- Cryothenia (Daniels, 1981)[8]
  - Cryothenia amphitreta (Cziko & Cheng, 2006)[9]
  - Cryothenia peninsulae (Daniels, 1981)[10]
- Dissostichus (Smitt, 1898)[11]
  - Nototènia negra (Dissostichus eleginoides) (Smitt, 1898)[12]
  - Dissostichus mawsoni (Norman, 1937)[13]
- Gobionotothen (Balushkin, 1976)[14]
  - Gobionotothen acuta (Günther, 1880)[15]
  - Gobionotothen angustifrons (Fischer, 1855)[16]
  - Gobionotothen barsukovi (Balushkin, 1991)[17]
  - Gobionotothen gibberifrons (Lönnberg, 1905)[18]
  - Gobionotothen marionensis (Günther, 1880)[19]
- Gvozdarus (Balushkin, 1989)[20]
  - Gvozdarus balushkini (Voskoboinikova & Kellermann, 1993)[21]
  - Gvozdarus svetovidovi (Balushkin, 1989)[22]
- Indonotothenia (Balushkin, 1984)[23]
  - Indonotothenia cyanobrancha (Richardson, 1844)
- Lepidonotothen (Balushkin, 1976)[24]
  - Lepidonotothen larseni (Lönnberg, 1905)
  - Lepidonotothen mizops (Günther, 1880)
  - Lepidonotothen nudifrons (Lönnberg, 1905)
  - Lepidonotothen squamifrons (Günther, 1880)[25]
- Lindbergichthys (Balushkin, 1979)[26]
  - Lindbergichthys mizops (Günther, 1880)[25]
  - Lindbergichthys nudifrons (Lönnberg, 1905)[18]
- Notothenia (Richardson, 1844)[27]
- Nototheniops (Balushkin, 1976)[24]
  - Nototheniops larseni (Lönnberg, 1905)[18]
  - Nototheniops nybelini (Balushkin, 1976)[28]
  - Nototheniops tchizh (Balushkin, 1976)[28]
- Pagothenia (Nichols & La Monte, 1936)[29]
  - Pagothenia borchgrevinki (Boulenger, 1902)[30]
  - Pagothenia brachysoma (Pappenheim, 1912)[31]
  - Pagothenia phocae (Richardson, 1844)[32]
- Paranotothenia (Balushkin, 1976)[33]
  - Paranotothenia dewitti (Balushkin, 1990)[34]
  - Paranotothenia magellanica (Forster, 1801)[35]
  - Paranotothenia trigramma (Regan, 1913)[36]
- Patagonotothen (Balushkin, 1976)[24]
- Pleuragramma (Boulenger, 1902)[37]
  - Pleuragramma antarctica (Boulenger, 1902)
- Trematomus (Boulenger, 1902)[38][39][40][41][42][43][44]